# Andrés Vilaseca
Pour les articles homonymes, voir Vilaseca.
Pas d'image ? Cliquez ici

a Compétitions nationales et continentales officielles uniquement.

b Matchs officiels uniquement.
Dernière mise à jour le 6 mars 2025.
Andrés Vilaseca, né le 8 mai 1991 à Montevideo (Uruguay), est un joueur international uruguayen de rugby à XV évoluant au poste de centre.

## Biographie
Andrés Vilaseca est le frère cadet de l'ancien deuxième ligne et capitaine de la sélection uruguayenne, Santiago Vilaseca (en).

## Carrière

### En club
Andrés Vilaseca commence le rugby avec le club amateur des Old Boys, situé dans sa ville natale, aux côtés de son frère Santiago. Avec cette équipe, il dispute le championnat d'Uruguay, et le remporte en 2013.
Il quitte son pays natal en 2019 pour rejoindre le club américain d'Austin Elite qui évolue en Major League Rugby,. Il dispute neuf rencontres avec cette équipe, et inscrit trente-neuf points, dont deux essais.
En 2020, il rejoint la franchise professionnelle uruguayenne de Peñarol Rugby dans le nouveau championnat continental appelé Súper Liga Americana de Rugby. Il n'a cependant pas le temps de disputer de rencontre avec sa nouvelle équipe, à cause de l'interruption du championnat due à la pandémie de Covid-19. Pour la saison 2021, il est nommé capitaine de cette équipe. Cette saison, son équipe va jusqu'en finale de la compétition, où elle s'incline face aux Jaguares. Pour la saison 2022, il est à nouveau désigné comme capitaine de son équipe. Peñarol termine deuxième de la saison régulière, puis remporte pour la première fois le championnat après une finale gagné face à Selknam.
En août 2022, il rejoint le club français du RC Vannes évoluant en Pro D2 pour un contrat d'une saison, et retrouve son compatriote Nicolás Freitas. En juin 2023, alors qu'il sort d'une première saison pleine avec le RCV, il prolonge son contrat pour une saison supplémentaire, plus une seconde en option. En 2024, il est titulaire au centre lors de la finale que son équipe remporte face au FC Grenoble, participant ainsi à l'accession de son club au Top 14,. Quelques jours après la finale, son départ du club breton est annoncé.
En janvier 2025, il fait son retour au sein de l'effectif de Peñarol pour la saison 2025 de Súper Rugby Américas.

### En équipe nationale
Andrés Vilaseca joue avec l'équipe d'Uruguay des moins de 20 ans en 2010 et 2011, disputant deux éditions du Trophée mondial des moins de 20 ans.
Il fait ses débuts en équipe d'Uruguay le 27 avril 2013, à l'occasion d'un match contre l'équipe d'Argentine à Montevideo.
En 2015, il fait partie du groupe uruguayen sélectionné par Pablo Lemoine participer à la Coupe du monde en Angleterre. Il joue alors aux côtés de son frère Santiago, qui est le capitaine de l'équipe. Il dispute les quatre matchs de son équipe dans la compétition, contre le pays de Galles, l'Australie, les Fidji et l'Angleterre. Placé dans un groupe très difficile, l'Uruguay perd logiquement tous ses matchs et finit à la dernière place de sa poule.
En 2018, il participe avec son équipe au barrage aller-retour contre le Canada dans le cadre des qualifications de la zone Amériques pour la Coupe du monde 2019. Avec deux victoires, sur le score de 29-38 à Vancouver et de 32-31 à Montevideo, l'Uruguay décroche sa qualification pour la Coupe du monde 2019.
En 2019, il est retenu dans la liste de 31 joueurs pour disputer la Coupe du monde 2019 au Japon. Il dispute quatre matchs lors de la compétition, dont la victoire historique contre les Fidji,.
En août 2020, il est annoncé qu'il succède à Juan Manuel Gaminara en tant que capitaine de la sélection uruguayenne, avec pour objectif la Coupe du monde 2023 en France.
En août 2023, il est sélectionné dans le groupe de 33 joueurs pour disputer le Mondial en France. Il est titulaire lors des quatre matchs de son équipe.

## Palmarès

### En club
- Vainqueur de la Súperliga Americana en 2022 avec Peñarol.
- Finaliste de la Súperliga Americana en 2021 avec Peñarol.
- Vainqueur du Championnat de France de 2e division en 2024 avec le RC Vannes.

### En équipe nationale
- Vainqueur du Championnat d'Amérique du Sud en 2016, 2017 et 2021.

## Statistiques internationales
- 77 sélections avec l'Uruguay depuis 2013.
- 95 points (15 essais, 3 pénalités et 5 transformations).

- Participation aux Coupes du monde 2015 (4 matchs), 2019 (4 matchs) et 2023 (4 matchs).